# Peckia anatina
Peckia anatina är en tvåvingeart som först beskrevs av Guilherme A.M.Lopes 1953.  Peckia anatina ingår i släktet Peckia och familjen köttflugor.
Artens utbredningsområde är Ecuador. Inga underarter finns listade i Catalogue of Life.